# Elecciones legislativas de Ecuador de 2002
Las elecciones legislativas de Ecuador de 2002 se celebraron el 20 de octubre de 2002 para la elección de los 100 diputados que conformarían el Congreso Nacional del Ecuador en el período 2003-2007 y para elegir a los cinco representantes del Parlamento Andino, siendo por primera vez elegidos por sufragio directo. El mismo día tuvieron lugar las elecciones presidenciales en las que se eligió al Presidente y Vicepresidente Constitucional del Ecuador para el mismo periodo.

## Escaños
Se eligieron 100 diputados, utilizando el sistema D'Hondt. Fue la primera elección parlamentaria luego de la eliminación de los diputados nacionales en 1998.
- 100 diputados provinciales

| Provincia        | escaños | Provincia  | escaños | Provincia       | escaños |
| ---------------- | ------- | ---------- | ------- | --------------- | ------- |
| Azuay            | 5       | Bolívar    | 3       | Cañar           | 3       |
| Carchi           | 3       | Chimborazo | 4       | Cotopaxi        | 4       |
| El Oro           | 4       | Esmeraldas | 4       | Galápagos       | 2       |
| Guayas           | 18      | Imbabura   | 3       | Loja            | 4       |
| Los Ríos         | 5       | Manabí     | 8       | Morona Santiago | 2       |
| Napo             | 2       | Orellana   | 2       | Pastaza         | 2       |
| Pichincha        | 14      | Sucumbíos  | 2       | Tungurahua      | 4       |
| Zamora Chinchipe | 2       |            |         |                 |         |

## Resultados
| Partido | Partido | Partido                                                    | Votos     | %      | Total | ±           |
| ------- | ------- | ---------------------------------------------------------- | --------- | ------ | ----- | ----------- |
| 6       |         | Partido Social Cristiano (PSC)                             | 823.442   | 21,49  | 24    | 5           |
| 12      |         | Izquierda Democrática (ID)                                 | 484.518   | 12,65  | 16    | 1           |
| 10      |         | Partido Roldosista Ecuatoriano (PRE)                       | 477.118   | 12,45  | 15    | 9           |
| 7       |         | Partido Renovador Institucional de Acción Nacional (PRIAN) | 468.702   | 12,23  | 10    | Nuevo       |
| 18      |         | Movimiento de Unidad Plurinacional Pachakutik (MUPP)       | 211.817   | 5,53   | 9     | 1           |
| 3       |         | Partido Sociedad Patriótica 21 de Enero (PSP)              | 188.546   | 4,93   | 6     | Nuevo       |
| 15      |         | Movimiento Popular Democrático (MPD)                       | 182.194   | 4,76   | 4     | 2           |
| 5       |         | Democracia Popular (DP)                                    | 164.937   | 4,31   | 5     | 30          |
| 1       |         | Unión Nacional-UNO (UNO)                                   | 131.349   | 3.43   | 1     | 2           |
| 4       |         | Concentración de Fuerzas Populares (CFP)                   | 109.250   | 2,85   | 1     | Sin cambios |
| 17      |         | Partido Socialista-Frente Amplio (PS-FA)                   | 106.181   | 2,77   | 4     | Nuevo       |
| 11      |         | Partido Libertad (PL)                                      | 102.169   | 2,67   | 1     | Nuevo       |
| 24      |         | Movimiento Patria Solidaria (MPS)                          | 81.154    | 2,12   | 1     | Nuevo       |
| 14      |         | Partido Alfarismo Nacional (PAN)                           | 77.043    | 2,01   | 1     | 1           |
| 2       |         | Partido Liberal Radical Ecuatoriano (PLRE)                 | 53.966    | 1,41   | 0     | Sin cambios |
| 22      |         | Movimiento Transformación Social Independiente (MTSI)      | 40.255    | 1,05   | 0     | Nuevo       |
| 21      |         | Movimiento Ciudadanos Nuevo País (MCNP)                    | 38.265    | 1,00   | 0     | Nuevo       |
| 28      |         | Movimiento Independiente Amauta Jatari (MIAJ)              | 22.308    | 0,58   | 0     | Nuevo       |
|         |         | Otros Partidos y Movimientos Provinciales                  | 65.539    | 1,76   | 2     | 2           |
|         |         |                                                            |           |        |       |             |
|         |         | Votos válidos                                              | 3.831.309 | 72,29  |       |             |
|         |         | Votos en blanco                                            | 611.757   | 11,54  |       |             |
|         |         | Votos nulos                                                | 855.515   | 16,15  |       |             |
|         |         | TOTAL                                                      | 5.298.581 | 100,00 | 100   | 21          |
|         |         | Registrados/Participación                                  | 8.154.425 | 64,98  | 14,33 | 14,33       |

### Escaños obtenidos por provincia y diputados a nivel nacional
| Provincias       |    |    |    |    |   |   |   |   |   |   |   |   |   |   | Prov. | Total |
| ---------------- | -- | -- | -- | -- | - | - | - | - | - | - | - | - | - | - | ----- | ----- |
| Azuay            |    |    | 3  |    |   | 1 |   |   |   |   |   | 1 |   |   |       | 5     |
| Bolívar          |    |    | 1  |    |   | 1 | 1 |   |   |   |   |   |   |   |       | 3     |
| Cañar            | 1  | 1  |    |    |   |   |   |   |   |   |   | 1 |   |   |       | 3     |
| Carchi           |    |    | 1  | 1  |   |   |   |   |   |   |   |   |   |   | 1     | 3     |
| Chimborazo       | 1  |    | 1  |    | 2 |   |   |   |   |   |   |   |   |   |       | 4     |
| Cotopaxi         |    |    |    | 1  | 1 | 1 |   | 1 |   |   |   |   |   |   |       | 4     |
| El Oro           | 2  | 1  | 1  |    |   |   |   |   |   |   |   |   |   |   |       | 4     |
| Esmeraldas       |    | 3  |    |    |   |   |   | 1 |   |   |   |   |   |   |       | 4     |
| Galápagos        | 1  |    |    |    |   |   |   |   |   |   |   |   |   |   | 1     | 2     |
| Guayas           | 10 | 3  |    | 4  | 1 |   |   |   |   |   |   |   |   |   |       | 18    |
| Imbabura         |    | 1  |    |    |   | 1 |   |   |   |   |   |   |   | 1 |       | 3     |
| Loja             | 1  |    | 1  |    |   |   | 1 |   |   | 1 |   |   |   |   |       | 4     |
| Los Ríos         | 1  | 3  |    | 1  |   |   |   |   |   |   |   |   |   |   |       | 5     |
| Manabí           | 3  | 2  |    | 2  |   |   | 1 |   |   |   |   |   |   |   |       | 8     |
| Morona Santiago  |    |    | 1  |    |   | 1 |   |   |   |   |   |   |   |   |       | 2     |
| Napo             |    |    |    |    | 1 | 1 |   |   |   |   |   |   |   |   |       | 2     |
| Orellana         |    |    | 1  |    |   |   | 1 |   |   |   |   |   |   |   |       | 2     |
| Pastaza          |    |    |    |    | 1 |   |   |   | 1 |   |   |   |   |   |       | 2     |
| Pichincha        | 1  |    | 6  | 1  | 1 | 1 | 1 | 1 |   |   | 1 | 1 |   |   |       | 14    |
| Sucumbíos        |    | 1  |    |    |   | 1 |   |   |   |   |   |   |   |   |       | 2     |
| Tungurahua       | 3  |    |    |    |   |   |   |   |   |   |   |   | 1 |   |       | 4     |
| Zamora Chinchipe |    |    |    |    |   | 1 |   |   |   |   |   | 1 |   |   |       | 2     |
| Total            | 24 | 15 | 16 | 10 | 7 | 9 | 5 | 3 | 1 | 1 | 1 | 4 | 1 | 1 | 2     | 100   |

## Nómina de diputados electos

### Azuay
| Partido                                | Diputado                  | Diputado                   |
| -------------------------------------- | ------------------------- | -------------------------- |
| Izquierda Democrática                  |                           | Carlos González Albornoz   |
| Izquierda Democrática                  | Diego Monsalve Vintimilla |                            |
| Izquierda Democrática                  | Ana Lucía Cevallos Muñoz  |                            |
| Partido Sociedad Patriótica Pachakutik |                           | Miguel López Moreno (MUPP) |
| Movimiento Popular Democrático         |                           | Guadalupe Larriva González |

### Bolívar
| Partido               | Diputado | Diputado                     |
| --------------------- | -------- | ---------------------------- |
| Democracia Popular    |          | Luis Marcelo de Mora Moncayo |
| Pachakutik            |          | Manuel Mora Monar            |
| Izquierda Democrática |          | Wilimper Pazmiño Granizo     |

### Cañar
| Partido                                                         | Diputado | Diputado                        |
| --------------------------------------------------------------- | -------- | ------------------------------- |
| Movimiento Popular Democrático Partido Socialista Frente Amplio |          | Segundo Serrano Serrano (PS-FA) |
| Partido Social Cristiano                                        |          | Galo Ordóñez Gárate             |
| Partido Roldosista Ecuatoriano                                  |          | María Augusta Rivas Sacoto      |

### Carchi
| Partido                                         | Diputado | Diputado             | Diputado              |
| ----------------------------------------------- | -------- | -------------------- | --------------------- |
| Movimiento Independiente Trabajo y Democracia   |          |                      | Luis Vizcaíno Andrade |
| Izquierda Democrática                           |          | Hugo Ruiz Enríquez   | Hugo Ruiz Enríquez    |
| Partido Renovador Institucional Acción Nacional |          | Edgar Ortiz Carranco | Edgar Ortiz Carranco  |

### Chimborazo
| Partido                                | Diputado                     | Diputado                    | Diputado                    |
| -------------------------------------- | ---------------------------- | --------------------------- | --------------------------- |
| Partido Sociedad Patriótica Pachakutik |                              | Rodrigo García Barba (MUPP) | Rodrigo García Barba (MUPP) |
| Partido Sociedad Patriótica Pachakutik | Augusto Guerrero Ganan (PSP) |                             |                             |
| Partido Social Cristiano               |                              | Abraham Romero Cabrera      | Abraham Romero Cabrera      |
| Izquierda Democrática                  |                              |                             | Guillermo Haro Páez         |

### Cotopaxi
| Partido                                         | Diputado | Diputado                   | Diputado                   |
| ----------------------------------------------- | -------- | -------------------------- | -------------------------- |
| Movimiento Popular Democrático                  |          | Carlos Cajilema Salguero   | Carlos Cajilema Salguero   |
| Partido Sociedad Patriótica                     |          | Cristóbal Cepeda Estupiñan | Cristóbal Cepeda Estupiñan |
| Pachakutik                                      |          |                            | Jorge Guamán Coronel       |
| Partido Renovador Institucional Acción Nacional |          | Iván Vásquez Reyes         | Iván Vásquez Reyes         |

### El Oro
| Partido                        | Diputado                | Diputado             | Diputado                |
| ------------------------------ | ----------------------- | -------------------- | ----------------------- |
| Partido Social Cristiano       |                         |                      | Carlos Falquez Batallas |
| Partido Social Cristiano       | Piedad Ollague Valarezo |                      |                         |
| Partido Roldosista Ecuatoriano |                         | Ernesto Valle Lozano | Ernesto Valle Lozano    |
| Izquierda Democrática          |                         |                      | Jorge Sánchez Armijos   |

- Carlos Falquez renuncia al cargo para ser candidato a la alcaldía de Machala, asume su diputado alterno.[4]

### Esmeraldas
| Partido                        | Diputado            | Diputado               | Diputado            |
| ------------------------------ | ------------------- | ---------------------- | ------------------- |
| Partido Roldosista Ecuatoriano |                     | Iván López Saud        | Iván López Saud     |
| Partido Roldosista Ecuatoriano | Freddy Cruz Camacho |                        |                     |
| Partido Roldosista Ecuatoriano |                     | Denny Cevallos Capurro |                     |
| Movimiento Popular Democrático |                     |                        | Rafael Erazo Reasco |

### Galápagos
| Partido                            | Diputado | Diputado               | Diputado                   |
| ---------------------------------- | -------- | ---------------------- | -------------------------- |
| Movimiento de Identidad Provincial |          | Gabriel Andrade Endara | Gabriel Andrade Endara     |
| Partido Social Cristiano           |          |                        | Alfredo Serrano Valladares |

### Guayas
| Partido                                         | Diputado                 | Diputado                    | Diputado                        |
| ----------------------------------------------- | ------------------------ | --------------------------- | ------------------------------- |
| Partido Social Cristiano                        |                          |                             | León Febres-Cordero Ribadeneyra |
| Partido Social Cristiano                        |                          | Alfonso Harb Viteri         |                                 |
| Partido Social Cristiano                        |                          | Cynthia Viteri Jiménez      |                                 |
| Partido Social Cristiano                        |                          | Pascual del Cioppo Aragundi |                                 |
| Partido Social Cristiano                        | Rocío Jaramillo Zambrano |                             |                                 |
| Partido Social Cristiano                        | Patricio Dávila Molina   |                             |                                 |
| Partido Social Cristiano                        | José Varas Calvo         |                             |                                 |
| Partido Social Cristiano                        | Jenny Morán Rodríguez    |                             |                                 |
| Partido Social Cristiano                        | Pedro Valverde Rubira    |                             |                                 |
| Partido Social Cristiano                        | Ottón Ordóñez González   |                             |                                 |
| Partido Renovador Institucional Acción Nacional |                          | Kenneth Carrera Cazar       | Kenneth Carrera Cazar           |
| Partido Renovador Institucional Acción Nacional |                          | Sylka Sánchez Campos        |                                 |
| Partido Renovador Institucional Acción Nacional | Sandra Sandoval Chavez   |                             |                                 |
| Partido Renovador Institucional Acción Nacional |                          | Vicente Taiano Álvarez      |                                 |
| Partido Roldosista Ecuatoriano                  |                          | Omar Quintana Baquerizo     | Omar Quintana Baquerizo         |
| Partido Roldosista Ecuatoriano                  | Silvana Ibarra Castillo  |                             |                                 |
| Partido Roldosista Ecuatoriano                  | Nubia Naveda Giler       |                             |                                 |
| Partido Sociedad Patriótica                     |                          | Renán Borbúa Espinel        | Renán Borbúa Espinel            |

### Imbabura
| Partido                                                | Diputado | Diputado                    | Diputado                    |
| ------------------------------------------------------ | -------- | --------------------------- | --------------------------- |
| Partido Social Cristiano Movimiento Alfarismo Nacional |          | Luis Mejía Montesdeoca (AN) | Luis Mejía Montesdeoca (AN) |
| Pachakutik                                             |          |                             | Antonio Posso Salgado       |
| Partido Roldosista Ecuatoriano                         |          |                             | Marco Proaño Maya           |

### Loja
| Partido                                                              | Diputado | Diputado                | Diputado                 |
| -------------------------------------------------------------------- | -------- | ----------------------- | ------------------------ |
| Partido Social Cristiano                                             |          | Carmen Ocampo Rojas     | Carmen Ocampo Rojas      |
| Concentración de Fuerzas Populares                                   |          | Jorge Montero Rodríguez | Jorge Montero Rodríguez  |
| Izquierda Democrática Movimiento de Integración Regional Ecuatoriano |          |                         | Rafael Dávila Egüez (ID) |
| Democracia Popular                                                   |          | Soledad Aguirre Riofrío | Soledad Aguirre Riofrío  |

### Los Ríos
| Partido                                         | Diputado           | Diputado                |
| ----------------------------------------------- | ------------------ | ----------------------- |
| Partido Roldosista Ecuatoriano                  |                    | Mario Touma Bacilio     |
| Partido Roldosista Ecuatoriano                  | Carlos Kure Montes |                         |
| Partido Roldosista Ecuatoriano                  | Galo Vera Andrade  |                         |
| Partido Social Cristiano                        |                    | Alberto Andrade Fajardo |
| Partido Renovador Institucional Acción Nacional |                    | Andrés Luque Morán      |

### Manabí
| Partido                                         | Diputado               | Diputado                  | Diputado                  |
| ----------------------------------------------- | ---------------------- | ------------------------- | ------------------------- |
| Partido Social Cristiano                        |                        |                           | Clemente Vásquez González |
| Partido Social Cristiano                        | Simón Bustamante Vera  |                           |                           |
| Partido Social Cristiano                        | Raúl Paladines Basurto |                           |                           |
| Partido Roldosista Ecuatoriano                  |                        | Roberto Rodríguez Guillén | Roberto Rodríguez Guillén |
| Partido Roldosista Ecuatoriano                  | Mario Coello Izquierdo |                           |                           |
| Partido Renovador Institucional Acción Nacional |                        | Eudoro Loor Rivadeneira   | Eudoro Loor Rivadeneira   |
| Partido Renovador Institucional Acción Nacional | Jorge Cevallos Macías  |                           |                           |
| Democracia Popular                              |                        | Jaime Estrada Bonilla     | Jaime Estrada Bonilla     |

### Morona Santiago
| Partido                                  | Diputado | Diputado                     |
| ---------------------------------------- | -------- | ---------------------------- |
| Pachakutik                               |          | Felipe Tsenkush Chamik       |
| Izquierda Democrática Democracia Popular |          | Rolo San Martín Iniguez (DP) |

### Napo
| Partido                                                    | Diputado | Diputado                  | Diputado                      |
| ---------------------------------------------------------- | -------- | ------------------------- | ----------------------------- |
| Partido Sociedad Patriótica Movimiento Popular Democrático |          |                           | Gilmar Gutiérrez Borbúa (PSP) |
| Pachakutik                                                 |          | José Luis Columbo Cachago | José Luis Columbo Cachago     |

### Orellana
| Partido                                                                           | Diputado | Diputado                   |
| --------------------------------------------------------------------------------- | -------- | -------------------------- |
| Izquierda Democrática Movimiento Ciudadanos Nuevo País                            |          | Aurelio Llori Llori (ID)   |
| Movimiento Alfarismo Nacional Partido Socialista Frente Amplio Democracia Popular |          | Héctor Bárcenas Mejía (DP) |

### Pastaza
| Partido                                     | Diputado | Diputado                       |
| ------------------------------------------- | -------- | ------------------------------ |
| Unión Nacional-UNO Partido Social Cristiano |          | Johnny San Martín Torres (UNO) |
| Partido Sociedad Patriótica                 |          | Fidel Castro López             |

### Pichincha
| Partido                                         | Diputado                       | Diputado                | Diputado                     |
| ----------------------------------------------- | ------------------------------ | ----------------------- | ---------------------------- |
| Izquierda Democrática                           |                                |                         | Guillermo Landázuri Carrillo |
| Izquierda Democrática                           |                                | Wilfrido Lucero Bolaños |                              |
| Izquierda Democrática                           |                                | Andrés Páez Benalcázar  |                              |
| Izquierda Democrática                           | Myriam Garcés Dávila           |                         |                              |
| Izquierda Democrática                           | Marco Morillo Villareal        |                         |                              |
| Izquierda Democrática                           | Magdalena Chauvet del Castillo |                         |                              |
| Partido Sociedad Patriótica                     |                                |                         | Ximena Bohórquez Romero      |
| Pachakutik                                      |                                |                         | Ricardo Ulcuango Farinango   |
| Partido Libertad                                |                                | Vicente Olmedo Velasco  | Vicente Olmedo Velasco       |
| Partido Socialista-Frente Amplio                |                                |                         | Enrique Ayala Mora           |
| Partido Renovador Institucional Acción Nacional |                                |                         | Carlos Vallejo López         |
| Partido Social Cristiano                        |                                | Marcelo Dotti Almeida   | Marcelo Dotti Almeida        |
| Democracia Popular                              |                                |                         | Ramiro Rivera Molina         |
| Movimiento Popular Democrático                  |                                |                         | Luis Villacís Maldonado      |

### Sucumbíos
| Partido                                     | Diputado | Diputado                           |
| ------------------------------------------- | -------- | ---------------------------------- |
| Pachakutik Movimiento Ciudadanos Nuevo País |          | Julio César González Granda (MUPP) |
| Partido Roldosista Ecuatoriano              |          | Rafael Chica Serrano               |

### Tungurahua
| Partido                     | Diputado               | Diputado                   | Diputado                    |
| --------------------------- | ---------------------- | -------------------------- | --------------------------- |
| Partido Social Cristiano    |                        |                            | Luis Fernando Torres Torres |
| Partido Social Cristiano    | Carlos Torres Torres   |                            |                             |
| Partido Social Cristiano    | Lucrecia Silva Paredes |                            |                             |
| Movimiento Patria Solidaria |                        | Jacobo San Miguel Mantilla | Jacobo San Miguel Mantilla  |

### Zamora Chinchipe
| Partido                          | Diputado | Diputado                | Diputado                |
| -------------------------------- | -------- | ----------------------- | ----------------------- |
| Pachakutik                       |          |                         | Salvador Quishpe Lozano |
| Partido Socialista Frente Amplio |          | Héctor Orellana Quezada | Héctor Orellana Quezada |

Fuente:

## Diputados que dejaron sus curules
| Diputado                | Partido | Motivo                                                  | Reemplazo                  | Partido | Ref.   |
| ----------------------- | ------- | ------------------------------------------------------- | -------------------------- | ------- | ------ |
| Omar Quintana Baquerizo | PRE     | Destitución                                             | Alfredo Arboleda Coello    | PRE     | [ 7 ]  |
| Carlos Vallejo López    | PRIAN   | Renuncia                                                | César Carmigniani Garcés   | PRIAN   | [ 8 ]  |
| Renán Borbúa Espinel    | PSP     | Renuncia Candidato a Prefecto del Guayas                | Washington Naranjo Carrera | PSP     | [ 9 ]  |
| Carlos Falquez Batallas | PSC     | Renuncia Candidato a Alcalde de Machala                 | Alfredo Castro Patiño      | PSC     | [ 4 ]  |
| Cynthia Viteri Jiménez  | PSC     | Renuncia Candidata a la Presidencia de la República     | Teresa Gavilanez Pacheco   | PSC     | [ 10 ] |
| Jenny Morán Rodríguez   | PSC     | Renuncia                                                | Luis Almeida Morán         | PSC     | [ 11 ] |
| Vicente Taiano Álvarez  | PRIAN   | Renuncia Candidato a la Vicepresidencia de la República | Wilson Sánchez Castello    | PRIAN   | [ 12 ] |
| Rafael Erazo Reasco     | MPD     | Renuncia Candidato a Consejero Provincial de Esmeraldas | Nelson Rodríguez Méndez    | MPD     | [ 12 ] |
| Luis Villacís Maldonado | MPD     | Renuncia Candidato a la Presidencia de la República     | Geovanni Atarihuana Ayala  | MPD     | [ 12 ] |
| Marco Proaño Maya       | PRE     | Renuncia Candidato a la Presidencia de la República     | José Manuel Criollo Isma   | PRE     | [ 13 ] |
| Gilmar Gutiérrez Borbúa | PSP     | Renuncia Candidato a la Presidencia de la República     | Vicente Pérez Pérez        | PSP     | [ 14 ] |
| Marcelo Dotti Almeida   | PSC     | Renuncia Candidato al Parlamento Andino                 | Benigno Sotomayor Jaime    | PSC     | [ 15 ] |

## Elecciones de parlamentarios andinos
Elecciones parlamentarias de Ecuador
2006 →
Los cinco parlamentarios andinos elegidos fueron:
| Partido                                         | Parlamentario | Parlamentario                | Parlamentario                |
| ----------------------------------------------- | ------------- | ---------------------------- | ---------------------------- |
| Partido Social Cristiano                        |               |                              | Blasco Peñaherrera Padilla   |
| Partido Social Cristiano                        |               | Juana Vallejo Klaere         |                              |
| Movimiento Ciudadanos Nuevo País                |               |                              | Freddy Ehlers Zurita         |
| Partido Roldosista Ecuatoriano                  |               | Héctor Solórzano Constantine | Héctor Solórzano Constantine |
| Partido Renovador Institucional Acción Nacional |               | Jorge Fantoni Camba          | Jorge Fantoni Camba          |